# Lotario II di Lotaringia
Lotario II di Lotaringia (835 – Piacenza, 8 agosto 869) è stato re di Lotaringia dall'855 alla morte.

## Origine
Era il figlio secondogenito del re d'Italia (822-850), poi Imperatore d'Occidente e re di Lotaringia (840-855), Lotario I (795-† 855) e di Ermengarda di Tours (?-† 851), figlia di Ugo di Tours, membro della famiglia degli Eticonidi, che vantavano la loro discendenza dai re merovingi. Lotario II era nipote quindi di Ludovico il Pio (778-† 840, imperatore d'Occidente dall'814) e di Ermengarda di Hesbaye (780-† 818).

## Biografia

Divisione del regno di Lotaringia dopo la Ripartizione di Prüm, avvenuta poco prima della morte di Lotario I, nell'855. In viola, i territori di Lotario II

Secondo il cronista Reginone, nell'851, in giovane età, Lotario rimase orfano di madre.
Nell'855, secondo gli Annales Bertiniani, il padre diede a Lotario la potestà sulla Frisia.
Sempre nell'855, il padre Lotario I si ammalò seriamente e, disperando della guarigione, rinunciò al trono e si fece monaco nell'Abbazia di Prüm; prima di morire, secondo Reginone, con la Ripartizione di Prüm divise il suo regno, la Lotaringia, fra i tre figli:
- a Ludovico (o Luigi) II (825 - 875), primogenito, furono confermati il trono d'Italia (era già re d'Italia) ed il titolo imperiale (era già co-Imperatore)
- a Lotario II (835 - 869) spettarono, oltre alla Frisia, i territori compresi tra il fiume Reno a est, il fiume Schelda ad ovest e i monti Giura (con la Borgogna Cisgiurana) e la Savoia, inclusi, a sud, col titolo di re di Lotaringia e capitale Aquisgrana.
- a Carlo (ca. 845-863) toccarono la Provenza, Lione e la Borgogna Transgiurana, col titolo di Re di Provenza

Carlo era ancora un bambino e, secondo gli Annales Bertiniani, era anche epilettico, per cui i suoi fratelli, a Orbe, cercarono di convincerlo a rinunciare al regno che il padre gli aveva destinato e a farsi tonsurare, ma i nobili provenzali si ribellarono a tale proposta (secondo gli Annales Bertiniani la causa fu la mancanza di accordo tra i fratelli maggiori) e Carlo mantenne il trono.
Lotario II, sempre nell'855, su pressione del padre Lotario I, per stringere legami di parentela con una delle più potenti famiglie del regno, secondo gli Annales Lobienses, sposò Teutberga (o Teoberga † prima del 25 novembre 875), figlia del conte del Vallese Bosone il Vecchio, capostipite della dinastia Bosonide e sorella dell'abate Uberto.
Molto probabilmente Lotario, al momento del matrimonio, aveva già un'amante di nome Waldrada, che, secondo lo storico Baron Ernouf, era di nobile famiglia gallo-romana – il fratello, Thetgaud (Dietgold), era vescovo di Treviri e lo zio, Ghunter, era arcivescovo di Colonia – mentre per gli Annales Novienses era la sorella di Ghunter. Secondo la Vita Sancti Deicoli, Waldrada era imparentata con Eberardo II, conte di Nordgau (comprendeva Strasburgo), della famiglia degli Eticonidi.

Sempre a detta di Baron Ernouf, dopo poco tempo, Lotario si riaccostò all'amante (Waldrada) e, per liberarsi della moglie, l'accusò di incesto col proprio fratello, Uberto († 864), abate dell'abbazia di Saint Maurice-in-Valais; ma dopo che un campione della regina si era sottoposto al giudizio di Dio (l'ordalia dell'acqua bollente), Teoberga era stata dichiarata innocente e riammessa a corte.
Dato che Teoberga non riusciva a dargli eredi, allo scopo di poter sposare la sua concubina, Waldrada, e di legittimare Ugo, il figlio avuto da quest'ultima, Lotario cercò l'appoggio degli zii, Ludovico il Germanico, re dei Franchi Orientali, e Carlo, re dei Franchi occidentali, che glielo negarono, non gradendo che l'erede che Waldrada aveva dato a Lotario II venisse legittimato.
Nell'estate dell'858, Lotario II, con un contingente di nobili lotaringi, si aggregò all'esercito di Carlo il Calvo nella campagna contro i vichinghi.
Sempre nell'858, Lotario aveva trovato un accordo con il fratello Carlo, re di Provenza, per l'eredità del regno di Provenza: Lotario cedette alcuni territori al fratello ma, nel caso che Carlo fosse morto senza eredi, Lotario avrebbe ereditato il regno.
Ancora una volta, nell'858, Teoberga era stata allontanata dalla corte, ma il fratello Uberto, l'abate di Saint Maurice de Valais, non gradì e prese le armi, imponendo a Lotario di riprendersi la sorella.
Poi Uberto si era dato al brigantaggio, nell'alta valle del Rodano, resistendo anche ad una spedizione inviatagli contro da Lotario, che si rivolse a suo fratello Ludovico, l'Imperatore, e gli cedette nell'859 le diocesi di Ginevra, Losanna e Sion, dove imperversava Uberto; in cambio dei territori, Ludovico gli promise il suo appoggio per risolvere il problema del suo divorzio.

### Il problema del divorzio da Teoberga
Nel febbraio 860, Lotario convocò un concilio ad Aquisgrana (o Aix-la-Chapelle), dove, di fronte ai vescovi di Lotaringia, la regina Teoberga confessò le sue colpe e fu condannata, per cui fu chiusa in un monastero; ma il sinodo non si pronunciò sulla possibilità, per Lotario II, di contrarre un secondo matrimonio. Teoberga riuscì a fuggire dal monastero in cui era stata chiusa e raggiunse il fratello Uberto. Nel frattempo, il vescovo di Reims Incmaro aveva composto un voluminoso trattato, il De divorcio Lotharii et Teulbergae, in cui criticò, da un punto di vista morale e legale, la condanna della regina pronunciata nel sinodo di Aix-la-Chapelle. Così riuscì a coinvolgere nella contesa il re Carlo il Calvo, che diede rifugio a Teoberga ed a suo fratello Uberto, il quale aveva dovuto abbandonare il Vallese e la Lotaringia.
Carlo il Calvo diede a Teoberga l'abbazia di Avenay, dove era (o era stata) badessa sua cognata, Bertha (ca. 830 – dopo l'852 forse l'877).

Divisione del regno di Lotaringia dopo la morte di Carlo di Provenza.

Nell'861, secondo la Chronica Albrici Monachi Trium Fontium, Lotario aveva ripudiato Teoberga, con l'approvazione del conte Bosone, senza specificare se fosse il fratello, Bosone (820/5-874/8) conte del Vallese, o il nipote, Bosone V di Vienne o di Arles (ca. 844-887).
Nell'862, con l'appoggio del fratello Ludovico II e dello zio Ludovico il Germanico, Lotario II convocò un secondo concilio ad Aquisgrana, dove il sinodo dei vescovi annullò il matrimonio con Teoberga, per cui Lotario fu finalmente libero di sposare Waldrada. Secondo l'Herimanni Augiensis Chronicon, il matrimonio fu celebrato nello stesso anno (862), dopo che il legame con Teoberga era stato sciolto, col favore del vescovo di Treviri Thetgaud (Dietgold) e dell'arcivescovo di Colonia, Ghunter, rispettivamente fratello e zio di Waldrada.
Teoberga, con l'appoggio di Carlo il Calvo e del vescovo di Reims Incmaro, si appellò al papa Niccolò I perché annullasse il matrimonio; nello stesso tempo anche Lotario si appellava al papa, perché lo riconoscesse valido. In quel periodo, Carlo il Calvo ebbe un incontro col fratello Ludovico il Germanico nei pressi di Toul, ed ai vescovi di Lotaringia che rappresentavano Lotario dichiarò che non avrebbe più avuto rapporti col nipote sino a quando non avesse ripreso con sé Teoberga.
Lotario, in quello stesso anno, accolse nel suo regno la figlia di Carlo il Calvo, Giuditta (844–870), che secondo gli Annales Bertiniani, contro il volere del padre, era fuggita con il conte Baldovino I delle Fiandre.

### Ultimi anni e morte
Nell'863 morì senza eredi il fratello Carlo, rendendo vacante il trono di Provenza, che secondo l'accordo tra il defunto Carlo e Lotario sarebbe dovuto toccare a quest'ultimo, ma il fratello Ludovico II lo precedette arrivando in Provenza prima di Lotario. La guerra fu evitata trovando un accordo per cui Ludovico assunse il titolo regale, mentre una parte di territori appartenuti a Carlo, la parte di Borgogna Cisgiurana, venne assegnata a Lotario.
Nello stesso anno (863), per volere del papa, fu convocato a Metz un sinodo di vescovi Franchi nel quale si confermò la validità del matrimonio tra Lotario e Waldrada, basandosi su un preteso matrimonio tra Lotario e Waldrada, precedente all'unione di Lotario con Teoberga.
Ma l'abate Uberto, fratello di Teoberga, intervenne presso il papa Niccolò I che, venuto a conoscenza di ciò che era accaduto al sinodo, sconfessò i suoi legati e annullò le decisioni prese a Metz.
Allora Lotario fu abbandonato sia dal fratello, l'imperatore Ludovico, che dallo zio Ludovico il Germanico, che si riavvicinò al fratello Carlo il Calvo. I due si incontrarono nell'865 a Tusey, nei pressi di Vaucouleurs, dove progettarono la spartizione del regno di Lotario, che spaventato si appellò al papa dichiarandosi disposto ad accettare ogni sua decisione.
Lotario, in cambio della garanzia che gli zii avrebbero rispettato l'integrità dei suoi domini, dovette richiamare nuovamente a corte Teoberga, che rientrò in Lotaringia accompagnata dal legato papale, Arsenio. Questi, il 15 agosto 865, officiò una messa solenne di fronte alla coppia reale, che fu investita delle insegne della sovranità.
Waldrada, essendo state dichiarate nulle le sue nozze, fu costretta a partire con Arsenio per Roma, dove doveva discolparsi di fronte al papa, ma giunta a Pavia, elusa la sorveglianza del legato papale, rientrò in Lotaringia, dove rimase nonostante la scomunica (865) del papa. Secondo il Folcuini Gesta Abbatum Lobiensium, in quell'occasione fu scomunicato anche Lotario.

L'impero carolingio dopo il Trattato di Meerssen (870)

Carlo il Calvo, riavvicinatosi al nipote, intercesse per Lotario presso il papa, ma Niccolò I fu irremovibile, minacciando Lotario di scomunica se solo avesse osato pensare di riallacciare i rapporti con Waldrada.
Il pontefice morì il 13 novembre 867 ed il nuovo papa Adriano II si mostrò più conciliante con Lotario e liberò immediatamente dalla scomunica Waldrada; allora Teoberga, stanca della situazione, si disse disposta ad autoaccusarsi di fronte al papa, ma Adriano II rifiutò di riceverla, convinto della sua innocenza.
Alla luce di questa nuova situazione il papa, nell'869, accettò di ricevere Lotario che, sperando nella comprensione di Adriano II, dopo aver visitato a Benevento il fratello Ludovico, che gli promise il suo sostegno, si recò a Roma. Sembra che il papa gli abbia dato una risposta positiva, ma sulla strada del ritorno, l'8 agosto 869, Lotario morì nei pressi di Piacenza, dove fu tumulato nella Basilica di Sant'Antonino.
I suoi figli furono dichiarati bastardi e mentre il legittimo erede, suo fratello Ludovico II, era impegnato in Italia, ma soprattutto non aveva un grosso seguito tra i nobili di Lotaringia, gli zii Ludovico il Germanico e Carlo il Calvo, che invece avevano parecchi sostenitori tra la nobiltà della Lotaringia, poterono reclamare la successione, impossessandosi dei domini del nipote. L'anno seguente sancirono la spartizione col Trattato di Meerssen.

## Discendenza
Lotario non ebbe figli da Teoberga, ma ne ebbe quattro da Waldrada:
- Ugo (855 - 895), duca della contea d'Alsazia (867 - 869)[31].
- Gisella (860-908), che nell'882 sposò il duca in Frisia Godfrid[32] († giugno 885), che si era battezzato e l'anno dopo si alleò con Ugo[33], il fratello della moglie. Dopo la morte del marito, si fece monaca nell'abbazia di Nivelles (Collegiata di Santa Gertrude di Nivelles), divenendone badessa[20], a cui il cugino, re di Lotaringia, Sventibaldo fece due donazioni, una nell'896[34] ed una nell'897[35].
- Berta (863 - 925) che nell'879 sposò il conte d'Arles, Tebaldo[36](860-895, Bosonide, nipote di Teoberga) e nell'898 sposò il marchese di Toscana Adalberto II, detto il Ricco (855-915).
- Ermengarda († 6 agosto dopo l'898, a Lucca, tumulata a Santa Giustina), fu una religiosa, prima in Provenza, poi in Toscana, a cui fu dedicato un epitaffio per la sua morte[37].

## Ascendenza
|                          |                         |                       | Genitori            |  |  | Nonni |  |  | Bisnonni    |  |  | Trisnonni       |  |
|                          |                         |                       |                     |  |  |       |  |  | Carlo Magno |  |  | Pipino il Breve |  |
|                          |                         |                       |                     |  |  |       |  |  | Carlo Magno |  |  | Pipino il Breve |  |
|                          |                         | Bertrada di Laon      |                     |  |  |       |  |  | Carlo Magno |  |  |                 |  |
| Ludovico il Pio          |                         |                       |                     |  |  |       |  |  | Carlo Magno |  |  |                 |  |
|                          |                         | Ildegarda             | Geroldo di Vintzgau |  |  |       |  |  |             |  |  |                 |  |
|                          |                         | Ildegarda             | Geroldo di Vintzgau |  |  |       |  |  |             |  |  |                 |  |
|                          |                         | Ildegarda             | Emma d'Alemannia    |  |  |       |  |  |             |  |  |                 |  |
| Lotario I                |                         | Ildegarda             |                     |  |  |       |  |  |             |  |  |                 |  |
|                          |                         | Ingramm di Hesbaye    | Sigram di Hesbaye   |  |  |       |  |  |             |  |  |                 |  |
|                          |                         | Ingramm di Hesbaye    | Sigram di Hesbaye   |  |  |       |  |  |             |  |  |                 |  |
|                          |                         | Ingramm di Hesbaye    | …                   |  |  |       |  |  |             |  |  |                 |  |
| Ermengarda di Hesbaye    |                         | Ingramm di Hesbaye    |                     |  |  |       |  |  |             |  |  |                 |  |
|                          |                         | Rotrude               | …                   |  |  |       |  |  |             |  |  |                 |  |
|                          |                         | Rotrude               | …                   |  |  |       |  |  |             |  |  |                 |  |
|                          |                         | Rotrude               | …                   |  |  |       |  |  |             |  |  |                 |  |
| Lotario II di Lotaringia |                         | Rotrude               |                     |  |  |       |  |  |             |  |  |                 |  |
|                          | Liutfrido II di Sundgau | Liutfrido I d'Alsazia |                     |  |  |       |  |  |             |  |  |                 |  |
|                          | Liutfrido II di Sundgau | Liutfrido I d'Alsazia |                     |  |  |       |  |  |             |  |  |                 |  |
|                          | Liutfrido II di Sundgau | Iltrude               |                     |  |  |       |  |  |             |  |  |                 |  |
| Ugo di Tours             | Liutfrido II di Sundgau |                       |                     |  |  |       |  |  |             |  |  |                 |  |
|                          |                         | Iltrude di Wormsgau   | …                   |  |  |       |  |  |             |  |  |                 |  |
|                          |                         | Iltrude di Wormsgau   | …                   |  |  |       |  |  |             |  |  |                 |  |
|                          |                         | Iltrude di Wormsgau   | …                   |  |  |       |  |  |             |  |  |                 |  |
| Ermengarda di Tours      |                         | Iltrude di Wormsgau   |                     |  |  |       |  |  |             |  |  |                 |  |
|                          |                         | …                     | …                   |  |  |       |  |  |             |  |  |                 |  |
|                          |                         | …                     | …                   |  |  |       |  |  |             |  |  |                 |  |
|                          |                         | …                     | …                   |  |  |       |  |  |             |  |  |                 |  |
| Ava/Bava                 |                         | …                     |                     |  |  |       |  |  |             |  |  |                 |  |
|                          |                         | …                     | …                   |  |  |       |  |  |             |  |  |                 |  |
|                          |                         | …                     | …                   |  |  |       |  |  |             |  |  |                 |  |
|                          |                         | …                     | …                   |  |  |       |  |  |             |  |  |                 |  |
|                          |                         | …                     |                     |  |  |       |  |  |             |  |  |                 |  |

### Fonti primarie
- (LA)  Monumenta Germaniae Historica, Scrptores tomus I.
- (LA)  Monumenta Germaniae Historica, Scrptores tomus IV.
- (LA)  Annales Bertiniani.
- (LA)  Monumenta Germaniae Historica, Scrptores tomus XIII.
- (LA)  Monumenta Germaniae Historica, Scrptores tomus XXIII.
- (LA)  Veterum Scriptorum.
- (LA)  Monumenta Germaniae Historica, Scrptores tomus XV.2.
- (LA)  Monumenta Germaniae Historica, Scrptores tomus V.
- (LA)  Monumenta Germaniae Historica, Diplomata Regum Germaniae ex Stirpe Karolinorum, tomus II[collegamento interrotto].
- (LA)  Monumenta Germaniae Historica, Poetarum Latinorum medii Aevi, tomus IV faccicolus II.

### Letteratura storiografica
- F. Dvornik, Costantinopoli e Roma, in «Storia del mondo medievale», vol. II, 1979, pp. 516–557
- René Poupardin, I regni carolingi (840-918), in «Storia del mondo medievale», vol. II, 1979, pp. 583–635
- (FR) Baron Ernouf, Histoire de Waldrade, de Lother II et de leurs descendants, su archive.org, (Paris), 1858. URL consultato il 12 giugno 2025